# Heinrich Christian Macklot

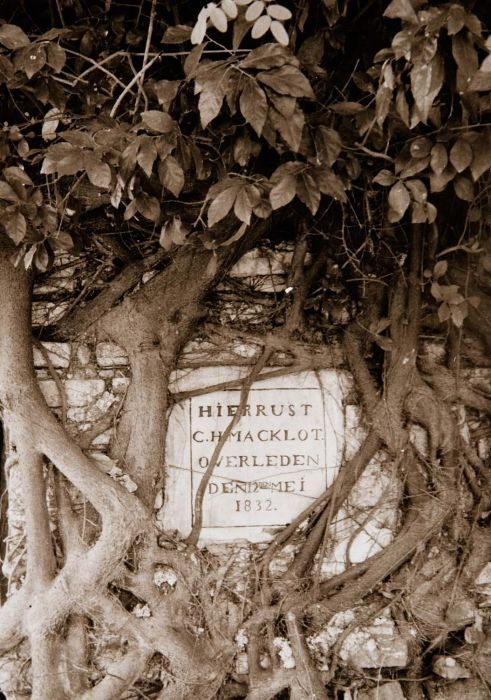
Macklots Grabstein bei Karawang

Heinrich Christian Macklot (* 20. Oktober 1799 in Frankfurt am Main; † 12. Mai 1832 in Purwakarta auf Java) war ein deutscher Naturforscher und Zoologe.

## Leben und Wirken
Macklot absolvierte seit 1815 eine Apothekerlehre, studierte von 1818 bis 1822 Naturkunde, Pharmazie und Medizin in Heidelberg und wurde 1822 promoviert.
Durch eine Empfehlung seines Freundes Heinrich Boie erhielt er am 26. Februar 1822 eine Anstellung als Kustos der Osteologischen Sammlung des Naturhistorischen Museums in Leiden. Am 5. Dezember 1823 wurde er von Coenraad Jacob Temminck zusammen mit Heinrich Boie und Salomon Müller in eine Forschergruppe („Natuurkundige Cornmissie“) der Niederländischen Ostindien-Kompanie berufen, zu der auch der Zeichner Pieter van Oort gehörte. Die Abreise nach Ostindien (heute Indonesien) verzögerte sich aber noch bis 1825. Im Juni 1826 erreichte die Gruppe Java. Zwischen 1828 und 1830 besuchte Macklot an Bord des Schiffes Triton die Inseln Neuguinea und Timor, wo er zoologische und ethnologische Objekte sammelte. Im Mai 1831 unternahm er eine Forschungsfahrt entlang der javanischen Küsten. Im Jahr 1832 wurde er bei einem blutigen Aufstand chinesischer Arbeiter in Purwakarta in der damaligen Residentschaft Krawang (Java) mit einer Lanze erstochen. Wenige Tage zuvor waren seine gesamten wissenschaftlichen Aufzeichnungen und Gerätschaften bei einem von den Aufständischen gelegten Brand vernichtet worden. Die naturwissenschaftlichen Sammlungen Macklots blieben jedoch erhalten und befinden sich heute im Museum Naturalis in Leiden.

## Dedikationsnamen
Die französischen Zoologen André Marie Constant Duméril und Gabriel Bibron benannten den Timor-Wasserpython als Liasis mackloti. Temminck beschrieb zu Ehren Macklots den Flughund Pteropus mackloti.
Der niederländische Botaniker Pieter Willem Korthals (1807–1892) widmete Macklot die Pflanzengattung Macklottia. Der Name ist jedoch ein Synonym von Leptospermum.